# サンパウロ都市圏鉄道会社2000形電車
サンパウロ都市圏鉄道会社2000形電車（サンパウロとしけんてつどうがいしゃ2000がたでんしゃ）は、サンパウロ都市圏鉄道会社（CPTM）の通勤型電車である。

## 概要
1990年、サンパウロ近郊鉄道のうち、主に同市の中心と東部・南部・北部を結ぶ路線を運営していた国営のブラジル都市鉄道会社（CBTU）は、同社の東線（ルーズベルト - モジ・ダス・クルーゼス）において、サンパウロ市内の地下鉄3号線と並行する区間の主要駅のみに停車する、新しい急行列車"Expresso Leste"（東急行）を運行することになり、それに使用するための新しい車両の導入を決め、翌1991年に世界銀行へその資金の調達を求めた。
資金の調達は1992年に許可されたが、同社の財政が危機的状況を迎えていたことから、運営権をサンパウロ州へ移管して運営を再建することを目的に、サンパウロ都市圏鉄道会社（CPTM）が設立され、翌1993年から1994年5月にかけて移管された。それと同時に新しい車両の導入計画も同社が引き継ぎ、冷房付き、1編成4両・30編成という条件で国際入札が行われ、多数の鉄道車両メーカーが入札。結果、CAFとアドトランツ・スペインとアルストムが結成したコンソーシアムが落札し、1998年から2000年にかけてCAFとアドトランツ・スペイン - アルストムで4両15編成ずつの合計120両が製造され、1999年から2000年にかけて導入された。

### 車体
車体は炭素鋼製。
デザインは、製造元の一つであるCAFがスペイン国鉄へ納入した446系および447系を基礎とし、側面の客用乗降扉を片側両開き3扉から、大都市の通勤・通学輸送に適当な同4扉へ変更した形態となっている。

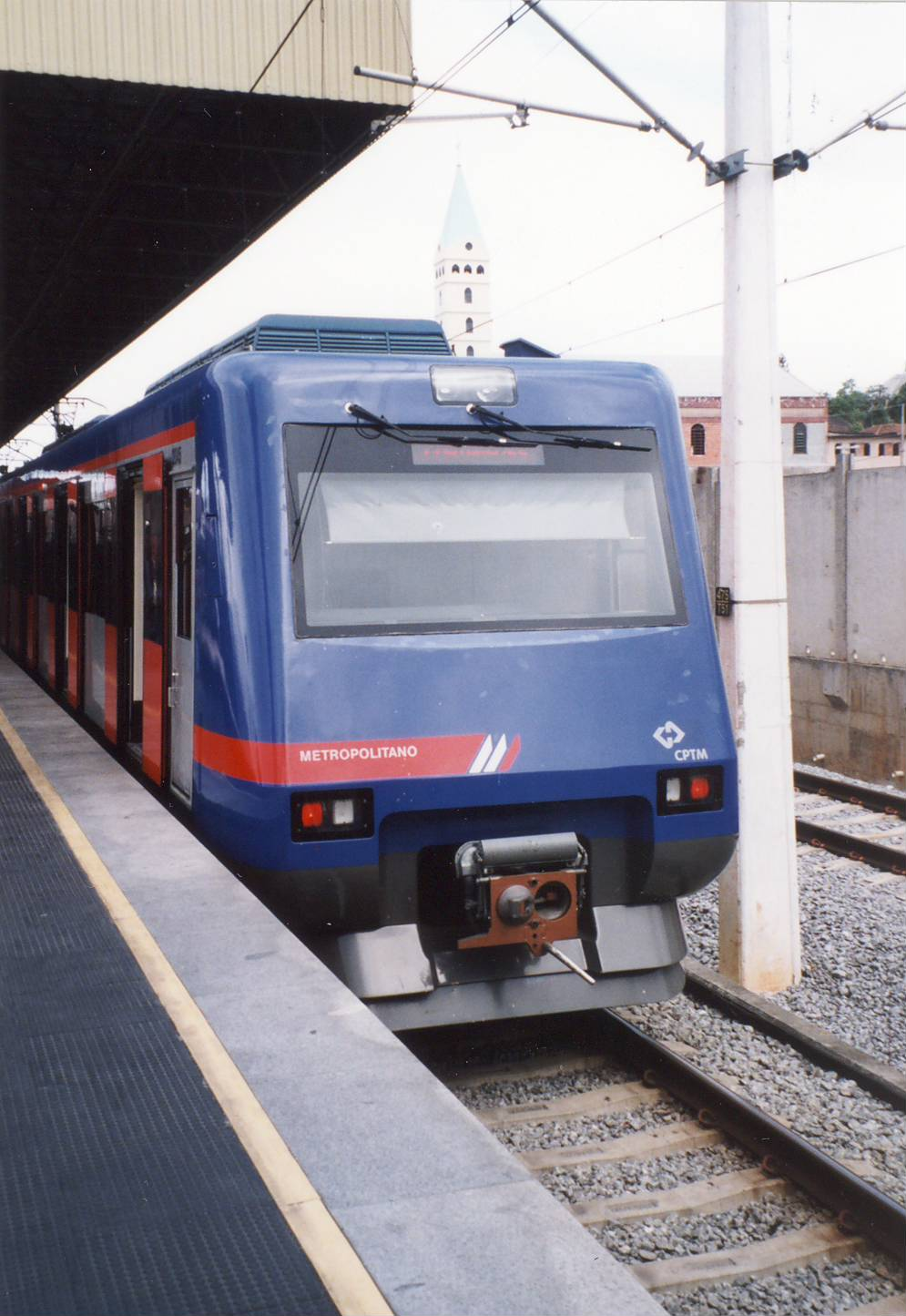
前面は流線型 上側に行先表示のLEDが設置されている
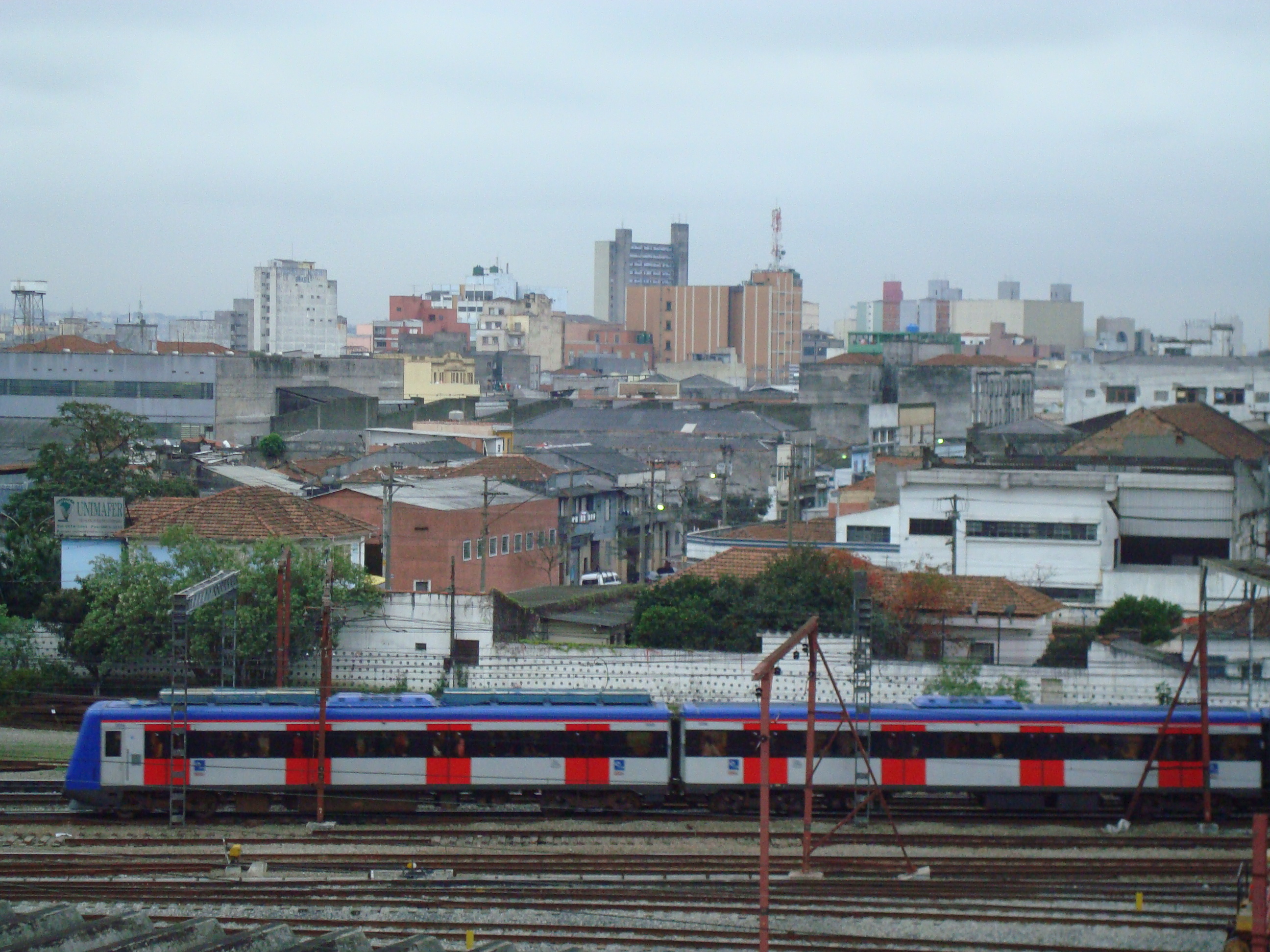
車体側面
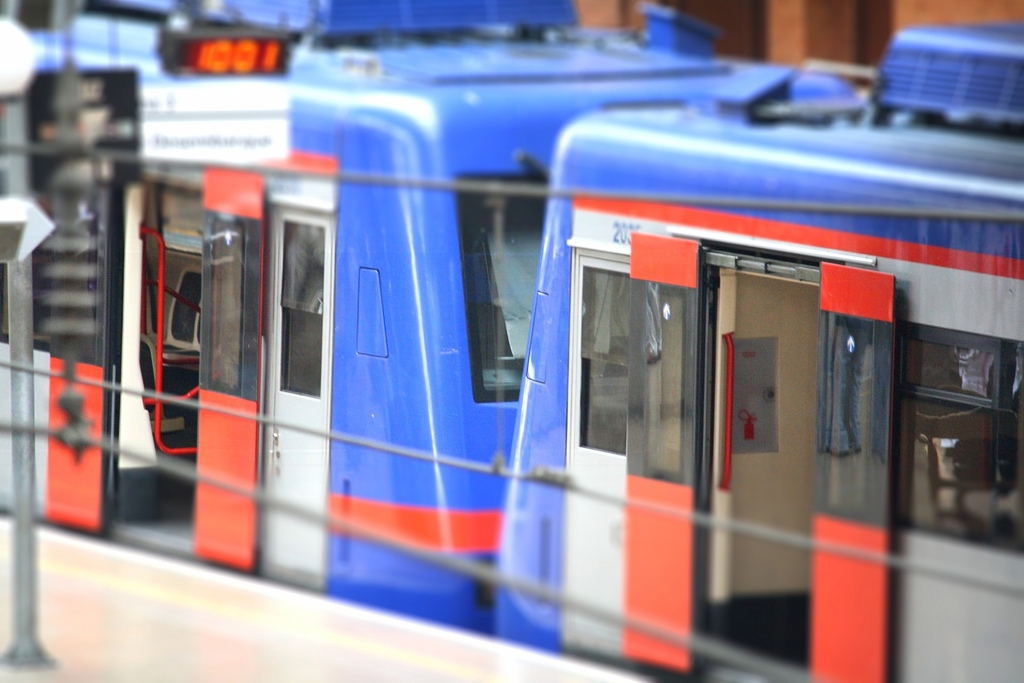
客用乗降扉は両開きプラグ式となっている
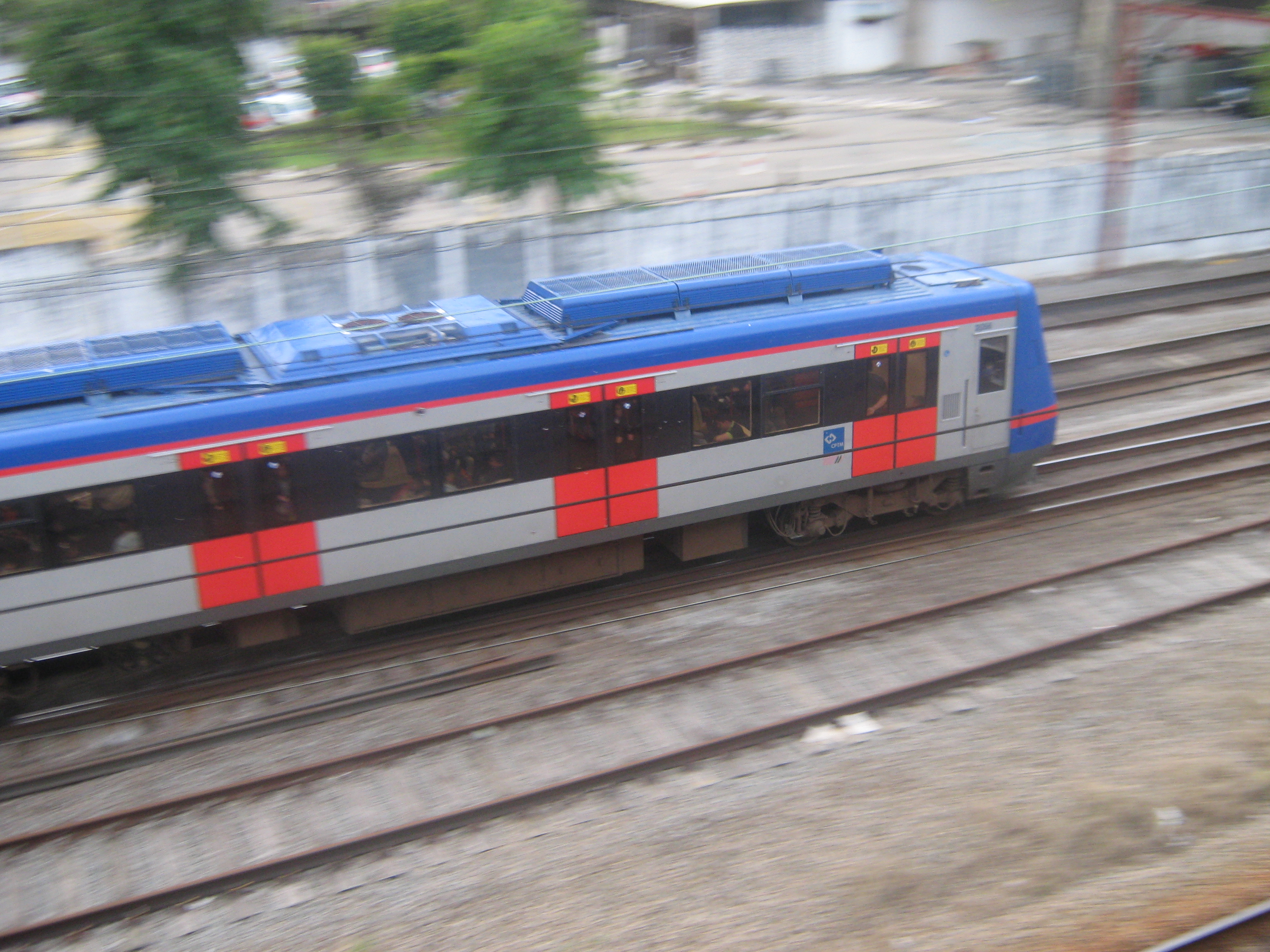
先頭車側面と天井

### 車内
車内は白色を基調としており、乗降扉部分には別の色で塗装が施されている。天井のデザインは間接照明を採用し、それに合わせて吊り棒の配置も考慮するなど、凝ったものである。なお、CPTM以前に導入された各車両と異なり、吊り革は設置されていない。
座席配置はCPTM標準のセミクロスシートであり、各乗降扉上には路線図が設置されている。

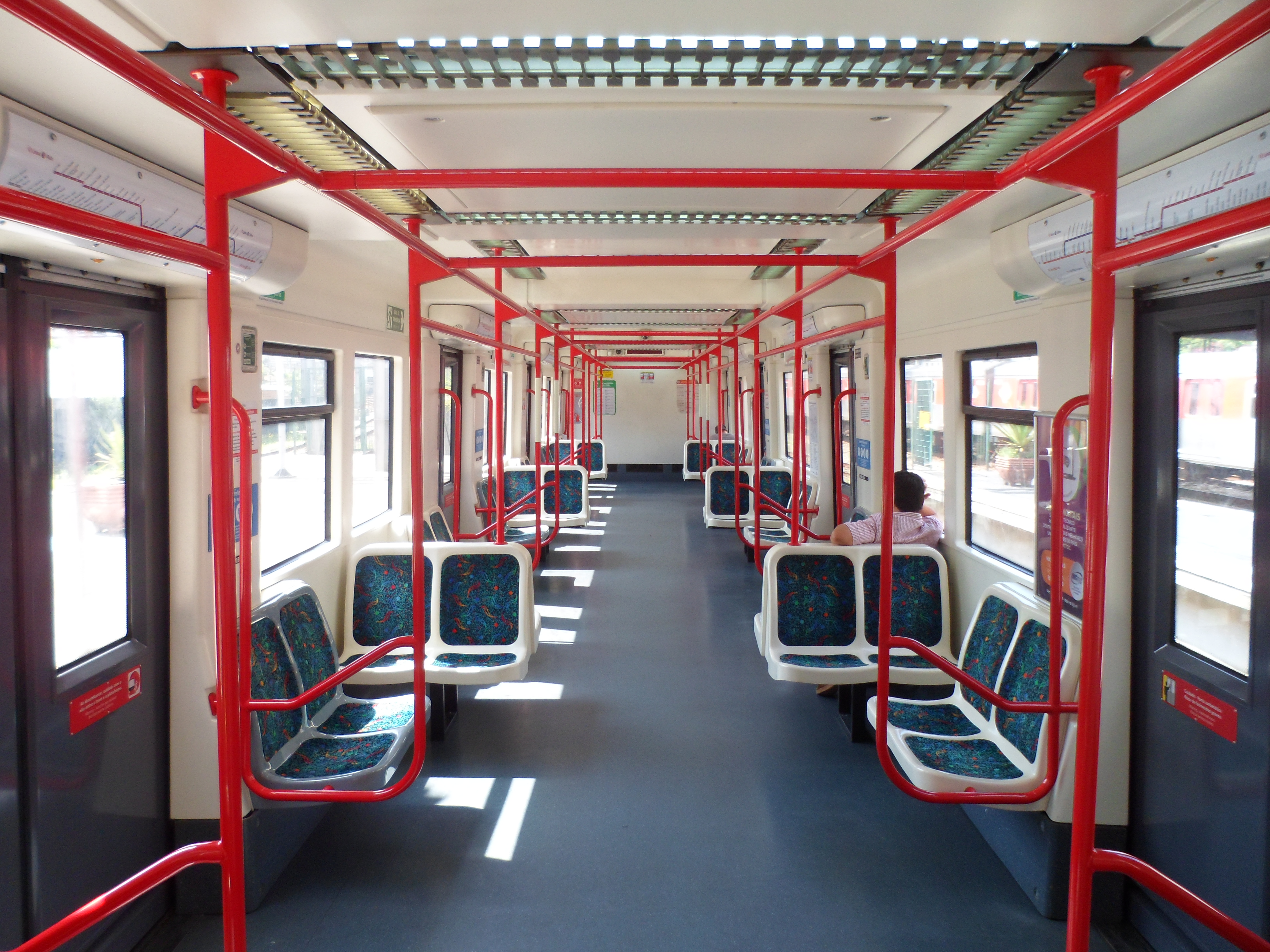
昼の車内 奥に行先表示LEDが見える
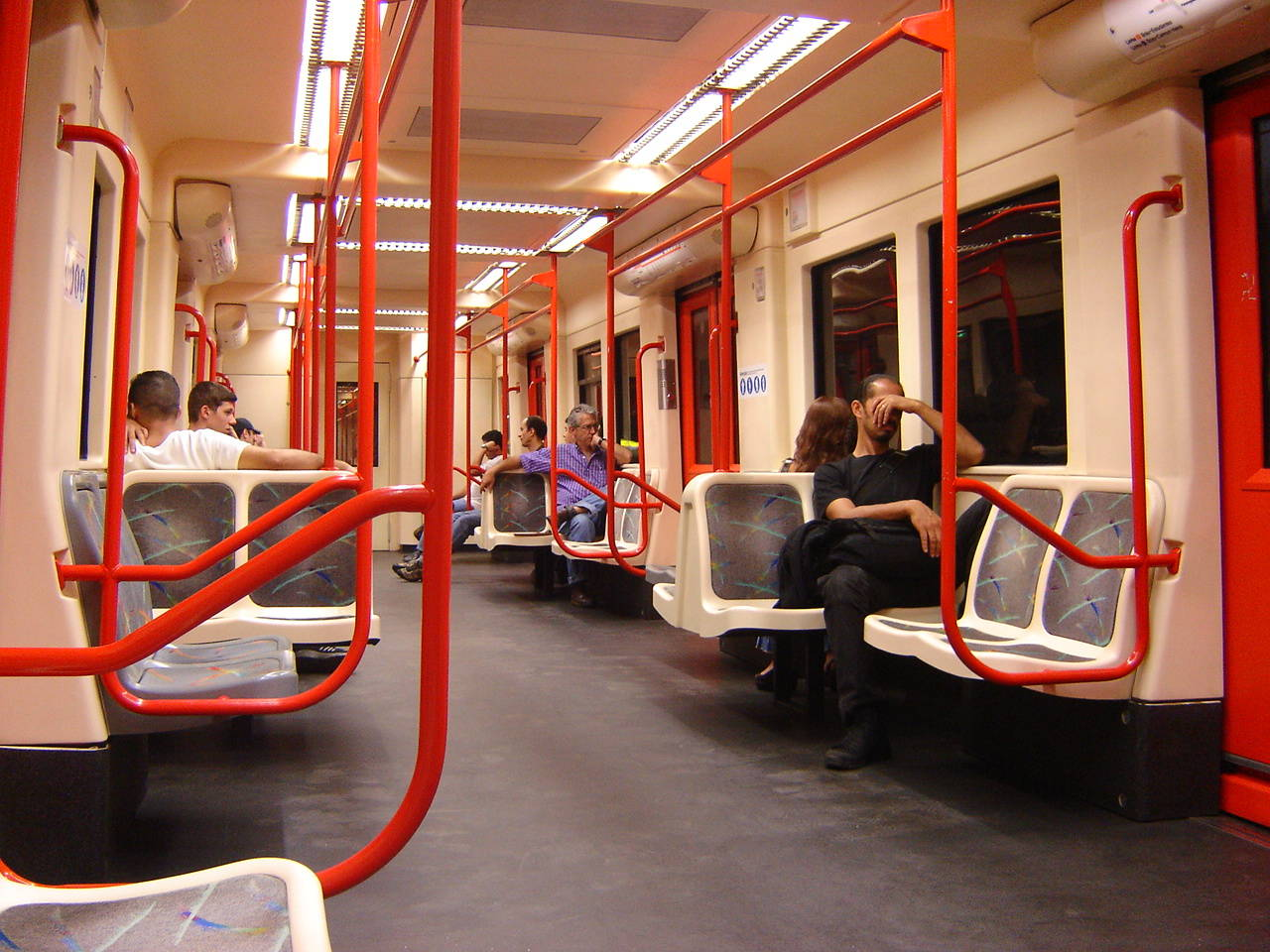
夜の車内 間接照明が特徴

### 機器
制御装置はCPTMとしては初めての採用となるGTOサイリスタ素子VVVFインバータ制御で、製造はアドトランツ。主電動機はかご形三相誘導電動機を搭載しているほか、インシデントおよび故障を記録する装置も設置されている。
前述の通り冷房装置を搭載するほか、車内には次駅などを案内する車内放送用の自動放送装置が、また車内端の天井には行先表示を行うLEDが設置されている。

## 運用
1999年から東線改めE線への導入が行われ、2000年5月27日の急行"Expresso Leste"の運行開始とともに4両2編成を連結した8両編成で運用を開始。それにより、本形式は当初の導入計画の通り急行"Expresso Leste"の運用に就くこととなり、その象徴となった。
2008年にE線は11号線へ名称を変更し、導入から約10年が経過した翌2009年からは車両の改善工事が開始され、同時に塗装が青と灰色を基調とした地下鉄と共通の"METROPOLITANO"から、灰色と朱色を基調とした新しいCPTMの共通塗装である"3/RED"へ変更された。
それ以降も引き続き11号線においての運用が続いたが、2016年7月6日より同線へ8500形の導入が開始されたため、2016年8月7日より順次12号線へ転属し、2018年までに同線の1400形と4400形を置き換えた。
2020年現在、すべての編成が12号線において運用されている。

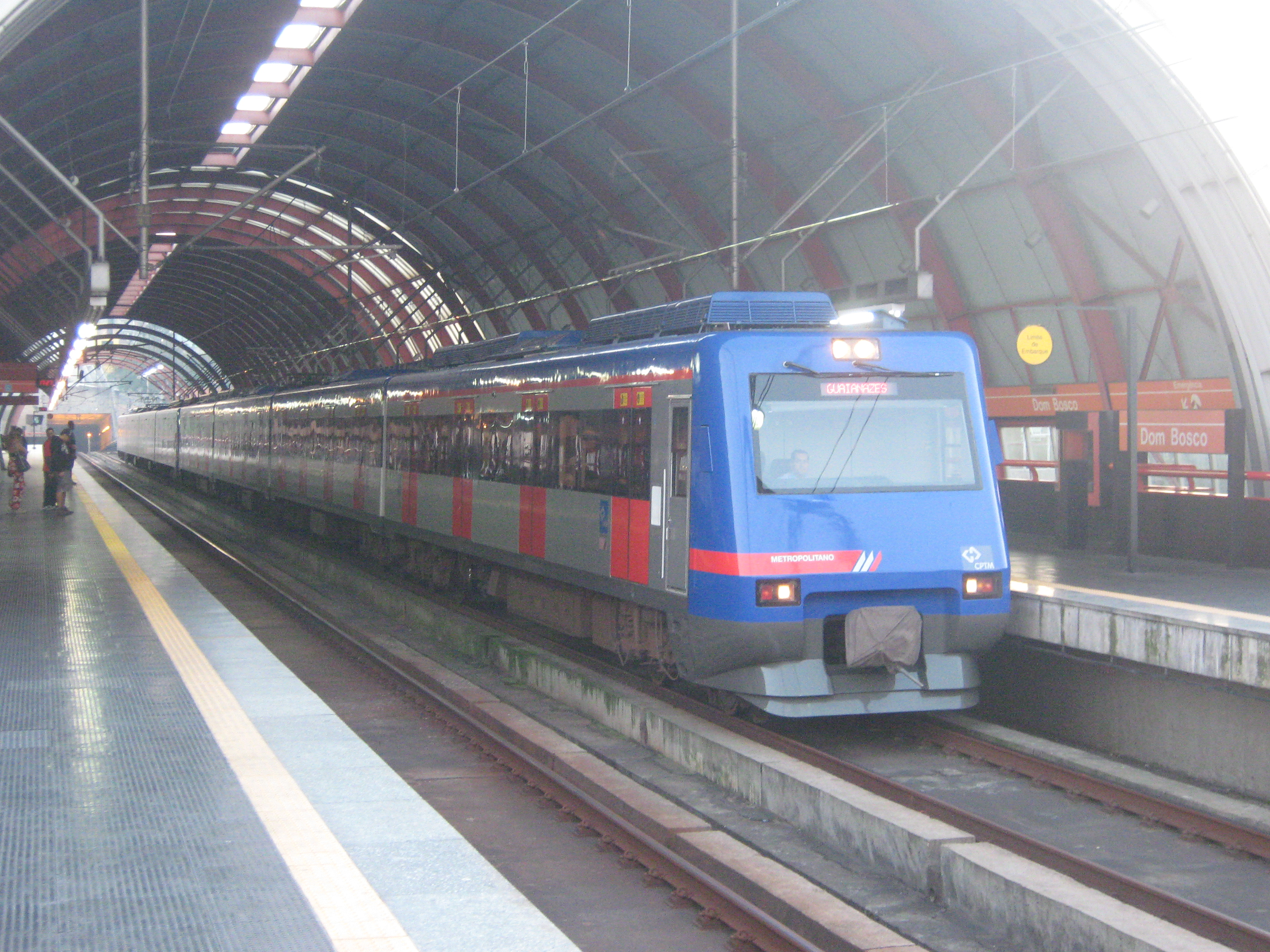
登場時の塗装 "METROPOLITANO"と呼ばれる
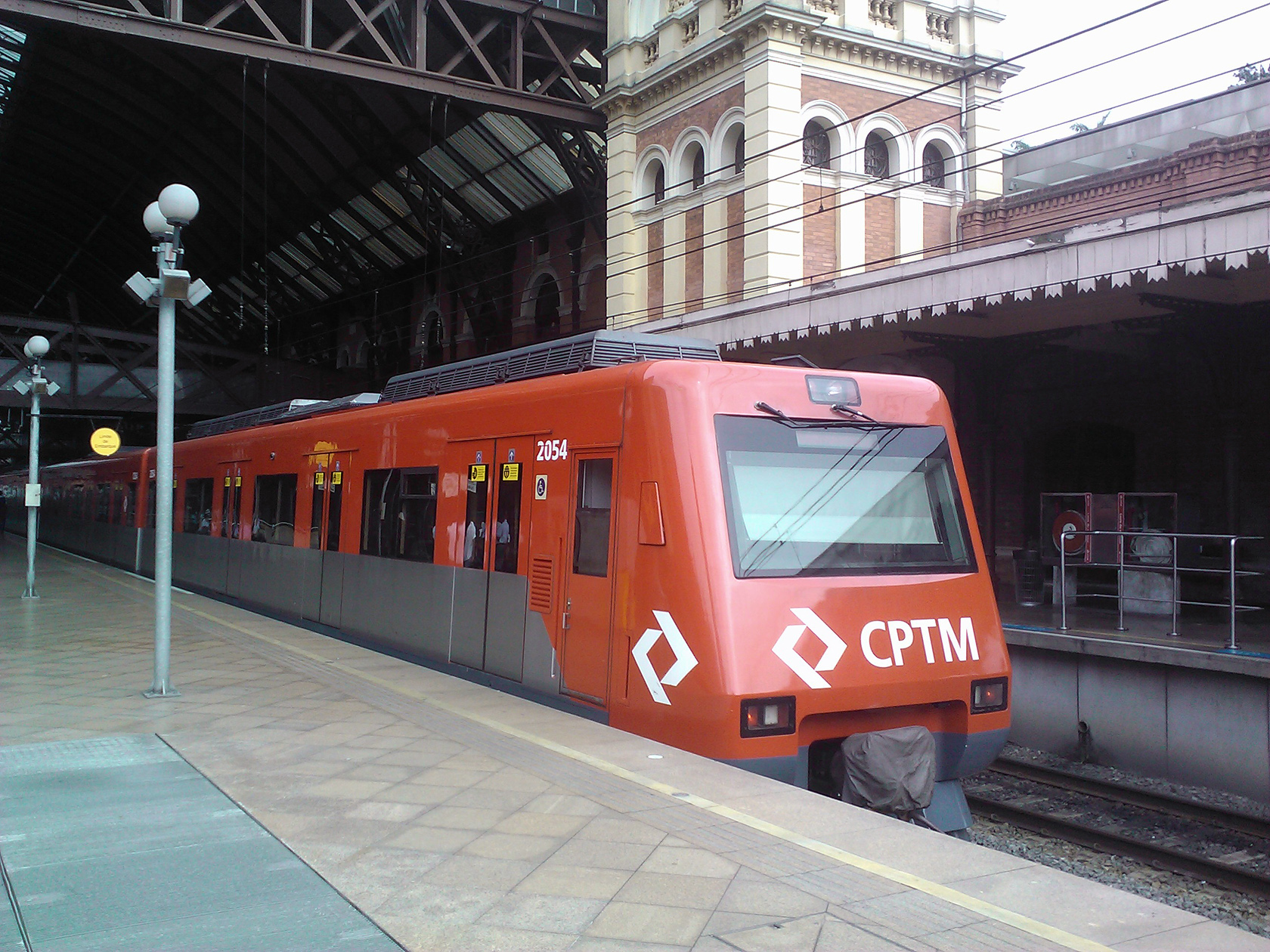
現在の塗装 "3/RED"と呼ばれる